# 吕卡·范阿舍
吕卡·范阿舍（Luca Van Assche，2004年5月11日—），法国男子网球运动员。
范阿舍是2021年法国网球公开赛青少年男子单打比赛冠军。他有3个ATP挑战赛单打冠军。

## 职业生涯
2022年1月，排名第445位的范阿舍获得了参加法国南部公开赛单打资格赛的外卡以及双打正赛外卡。同时也在本土举行的2022法国网球公开赛男子双打比赛中获得外卡，首次亮相大满贯比赛。
2022年10月，排名第289位的范阿舍在葡萄牙里斯本举行的ATP挑战赛中以资格赛身份首次进入挑战赛单打决赛，但在决赛中输给了马尔科·切基纳托。接下来的一周，他直接入围了在安特卫普举行的欧洲网球公开赛正赛资格，这是他首次参加ATP巡回赛赛事。
11月他在他在布列斯特挑战赛中进入决赛，输给了格雷瓜尔·巴雷尔。同月晚些时候进入本赛季和职业生涯中的第三个挑战赛决赛。一周后，他在2022年葡萄牙马亚挑战赛赢得了他的首个挑战赛冠军。
2023年初，范阿舍获得了一张进入2023年澳大利亚网球公开赛正赛的外卡，这是他的大满贯单打首秀。 他随后参加了波城125级别挑战赛，在决赛中以3小时56分钟击败了于戈·安贝尔，创造了ATP挑战赛决赛的最长纪录，并挽救了两个赛点。在2023年圣雷莫125挑战赛夺冠后，他的世界排名在2023年4月3日达到第91位，成为前100名中最年轻的球员。接下来的一周，他在2023年埃斯托里尔公开赛上战胜资格赛选手佩德罗·索萨直接进入正赛。他在2023年斯普斯卡网球公开赛上战胜大满贯冠军斯坦·瓦林卡，取得了他的第一个对前世界排名100名的球员胜利。

## 青少年大满贯决赛

### 单打: 1 (1 冠军)
| 结果 | 日期 | 巡回赛         | 场地 | 对手        | 比分     |
| ---- | ---- | -------------- | ---- | ----------- | -------- |
| 胜   | 2021 | 法国网球公开赛 | 红土 | 阿蒂尔·菲斯 | 6–4, 6–2 |

## ATP挑战赛和ITF巡回赛

### 单打: 6 (3–3)
| 图例                    |
| ----------------------- |
| ATP巡回赛 (3–3)         |
| ITF世界网球巡回赛 (0–0) |

| 场地类型   |
| ---------- |
| 硬地 (1–1) |
| 泥地 (2–2) |
| 草地 (0–0) |
| 地毯 (0–0) |

| 结果 | 胜-负 | 日期       | 巡回赛           | 级别   | 场地     | 对手                    | 比分                    |
| ---- | ----- | ---------- | ---------------- | ------ | -------- | ----------------------- | ----------------------- |
| 负   | 0–1   | 2022年10月 | 里斯本, 葡萄牙   | 挑战赛 | 泥地     | 马尔科·切基纳托         | 3–6, 3–6                |
| 负   | 0–2   | 2022年10月 | 布雷斯特, 法国   | 挑战赛 | 室内硬地 | 格雷瓜尔·巴雷尔         | 3–6, 3–6                |
| 负   | 0–3   | 2022年11月 | 瓦伦西亚, 西班牙 | 挑战赛 | 泥地     | 阿列克西·克鲁特赫       | 2–6, 0–6                |
| 胜   | 1–3   | 2022年12月 | 马亚, 葡萄牙     | 挑战赛 | 室内泥地 | 马克西米利安·纽克里斯特 | 3–6, 6–4, 6–0           |
| 胜   | 2–3   | 2023年2月  | 波城, 法国       | 挑战赛 | 室内硬地 | 于戈·安贝尔             | 7–6(7–5), 4–6, 7–6(8–6) |
| 胜   | 3–3   | 2023年4月  | 圣雷莫, 意大利   | 挑战赛 | 泥地     | 胡安·巴勃罗·巴里利亚斯  | 6–1, 6–3                |